# Yamaneta
Genre
Yamaneta est un genre d'araignées aranéomorphes de la famille des Mysmenidae.

## Distribution
Les espèces de ce genre sont endémiques du Yunnan en Chine,.

## Liste des espèces
Selon World Spider Catalog (version 20.5, 20/08/2019) :
- Yamaneta kehen (Miller, Griswold & Yin, 2009)
- Yamaneta paquini (Miller, Griswold & Yin, 2009)

## Publication originale
- Feng, Miller, Lin & Shu, 2019 : Further study of two Chinese cave spiders (Araneae, Mysmenidae), with description of a new genus. ZooKeys, no 870, p. 77-100 (texte intégral).